# Quỹ Đầu tư công Ả Rập Xê Út
Quỹ Đầu tư công Ả Rập Xê Út (PIF; tiếng Ả Rập: صندوق الاستثمارات العامة) là quỹ quốc gia của Vương quốc Ả Rập Xê Út. Nó nằm trong số các quỹ quốc gia lớn nhất thế giới với tổng tài sản ước tính là Lỗi kịch bản: Không tìm thấy mô đun “Currency”./Lỗi kịch bản: Không tìm thấy mô đun “Currency”.). Nó được thành lập vào năm 1971. Quỹ này được điều hành bởi Thái tử Mohammed bin Salman, người thực tế là lãnh đạo của Ả Rập Xê Út từ năm 2015.
Hơn 60% hoạt động của quỹ tập trung trong lãnh thổ Ả Rập Xê Út. Trong nước này, các đầu tư chủ yếu của quỹ được hướng vào các tập đoàn tư nhân thuộc sở hữu của các gia đình doanh nghiệp nổi tiếng tại Ả Rập Xê Út, có liên quan chặt chẽ đến nhà Al Saud. Ngoại trừ Saudi Arabia, các đầu tư của quỹ vào các tài sản nước ngoài nổi tiếng như câu lạc bộ bóng đá Premier League Newcastle United đã gây ra nhiều tranh cãi do thiếu minh bạch và sự kiểm soát chặt chẽ của Chính phủ Saudi, chính phủ này đã phải đối mặt với nhiều chỉ trích về việc vi phạm quyền con người trong nước.

## Lịch sử
Quỹ Đầu tư công Ả Rập Xê Út được thành lập bởi Vua Faisal bin Abdulaziz Al Saud vào năm 1971 thông qua Nghị định Hoàng gia M/24 với mục đích cung cấp hỗ trợ tài chính cho các dự án có ý nghĩa chiến lược đối với kinh tế quốc gia. Trong phần lớn lịch sử của mình, PIF chỉ là một tổ chức chủ động theo dõi quyền sở hữu của nhà nước Saudi trong các công ty niêm yết. Khi các quốc gia láng giềng sử dụng quỹ quốc gia của họ để tăng cường ảnh hưởng, Saudi Arabia đã theo đuổi. PIF đã mở rộng đội ngũ nhân sự từ 50 người vào năm 2015 lên gần 500 người vào năm 2018.
Tháng 7 năm 2014, Hội đồng Bộ trưởng đã trao quyền cho PIF để tài trợ cho các công ty mới trong và ngoài Vương quốc, độc lập hoặc hợp tác với các lĩnh vực công và tư nhân mà không cần sự chấp thuận trước của hội đồng. Tháng 3 năm 2015, quyền giám sát PIF đã được chuyển từ Bộ Tài chính sang Hội đồng Kinh tế và Phát triển (CEDA). Như một phần của quá trình này, một PIF mới được bổ nhiệm, do Thái tử Mohammed bin Salman làm Chủ tịch. Hội đồng quản trị cho biết PIF đồng bộ với Tầm nhìn 2030 của chính phủ với mục tiêu đa dạng hóa nền kinh tế. Để tăng cường nguồn lực của PIF và hỗ trợ trong việc tài trợ đầu tư vào các công ty nước ngoài như Uber và Tesla, PIF đã nhận tiền mặt từ Ngân hàng Trung ương Saudi Arabia, phát hành nợ và hưởng lợi từ việc chuyển nhượng tài sản nhà nước Saudi.
Năm 2022, 4% cổ phần sở hữu của Saudi Aramco đã được chuyển giao cho PIF, và điều này được lặp lại vào năm 2023 như một phần của kế hoạch tăng tài sản quản lý lên trên 1 nghìn tỷ đô la vào năm 2025. Cổ phiếu cho cổ phần thứ hai làm vào năm 2023 được định giá khoảng 78 tỷ đô la Mỹ. Động thái này nhằm tận dụng giá hydrocarbon cao hơn để tài trợ mục tiêu mở rộng của PIF trong việc đa dạng hóa đầu tư.
Một báo cáo năm 2021 của Global SWF cho biết điểm GSR (Quản trị, Bền vững và Sự ổn định) của PIF đã tăng 12% đạt tỷ lệ tổng cộng 40% (trong số 100%) trong năm đó. Điều này một phần được ghi chú do PIF đã bắt đầu xây dựng một đội ngũ ESG (Môi trường, Xã hội và Bền vững) chuyên dành riêng cho mình.

## Dự án đầu tư
PIF nắm giữ 38% cổ phần của Posco Engineering & Construction Co., 5% cổ phần của Uber (trị giá 3,5 tỷ đô la Mỹ), và 5% cổ phần của các công ty trò chơi video Capcom và Nexon (trị giá 1 tỷ đô la Mỹ). Tháng 3 năm 2016, thông báo rằng quyền sở hữu của Saudi Aramco sẽ được chuyển giao cho PIF và Vương quốc sẽ tìm kiếm niêm yết 5% cổ phần của Aramco vào năm 2017. PIF sở hữu Qiddiya, dẫn đầu dự án Red Sea Project cho các khu nghỉ dưỡng biển sang trọng, và sở hữu công ty cổ phần đóng cửa có tên là Neom. PIF sở hữu 5,7% cổ phần (trị giá 500 triệu đô la Mỹ) trong công ty phân phối hòa nhạc Live Nation. Năm 2020, PIF mua cổ phần ít về các công ty lớn tại Hoa Kỳ bao gồm Boeing, Meta Platforms (khi đó là Facebook) và Citigroup. PIF tiết lộ cổ phần trị giá 713,7 triệu đô la Mỹ trong Boeing, khoảng 522 triệu đô la Mỹ trong Citigroup, cổ phần 522 triệu đô la Mỹ trong Facebook, cổ phần 495,8 triệu đô la Mỹ trong Disney và cổ phần 487,6 triệu đô la Mỹ trong Bank of America. Nó cũng tiết lộ một cổ phần nhỏ trong Berkshire Hathaway. PIF cũng tiết lộ cổ phần trị giá 827,7 triệu đô la Mỹ trong công ty dầu mỏ BP. Năm 2020, PIF mua cổ phần 2,32% (trị giá 1,5 tỷ đô la Mỹ)  Jio Platforms của Ấn Độ, cũng giảm cổ phần của mình trong chứng khoán Mỹ xuống còn 7 tỷ USD từ mức 10,1 tỷ USD trong quý 3. Đổi lại, công ty sẽ giữ lại số cổ phần trị giá 2,7 tỷ USD trong Uber..
Năm 2016, Tập đoàn SoftBank và PIF thông báo rằng họ sẽ thành lập Quỹ SoftBank Vision với mục tiêu đầu tư lên đến 45 tỷ đô la trong vòng năm năm vào lĩnh vực công nghệ. Tập đoàn SoftBank xác nhận rằng trong năm tài chính 2019–2020, Vision Fund, mà Saudi Arabia đầu tư 45 tỷ đô la, ghi nhận một khoản lỗ tính toán là 17,7 tỷ đô la, sau khi giá trị đầu tư bị hạ giảm. Những tổn thất liên quan đến đầu tư vào WeWork và Uber Technologies Inc. Trong 39 năm lịch sử của SoftBank, các quỹ do Saudi Arabia hỗ trợ đã ghi lại những tổn thất tồi tệ nhất, nơi tổng tổn thất của công ty là 1,36 nghìn tỷ yen (hơn 12,5 tỷ đô la Mỹ).
Trong Diễn đàn CEO Mỹ-Ả Rập Saudi năm 2017, một phần của chuyến công du chính thức của Tổng thống Donald Trump đến Saudi Arabia, PIF thông báo kế hoạch "đầu tư 40 tỷ đô la vào các dự án hạ tầng, chủ yếu là tại Hoa Kỳ." Blackstone, mà CEO và người sáng lập—Stephen A. Schwarzman—là một người ủng hộ hàng đầu của Trump, đã ký một bản ghi nhớ không ràng buộc trong đó PIF cam kết 20 tỷ đô la cho dự án. Trong Diễn đàn CEO Mỹ-Ả Rập, các thương vụ vũ khí đã được công bố, bao gồm cam kết "lắp ráp 150 trực thăng Lockheed Martin Black Hawk" tại Saudi Arabia, đại diện cho 450 việc làm tại Saudi Arabia" như một phần của "giao kèo 6 tỷ đô la Mỹ cho Black Hawks."
Tháng 10 năm 2017, thông báo rằng PIF sẽ tăng cường tài sản quản lý lên hơn 400 tỷ đô la và tạo thêm 20,000 việc làm mới vào năm 2020. Al-Rumayyan trình bày một chiến lược đầu tư mới cho quỹ, dựa trên bốn mục tiêu tối đa hóa tài sản, đầu tư vào các lĩnh vực mới, địa phương hóa công nghệ và phát triển đối tác kinh tế. Ông cũng nói rằng PIF sẽ vay mượn một cách thận trọng để tài trợ các tài sản cụ thể và sẽ tìm kiếm thêm các đối tác như Blackstone và SoftBank.
Trong tháng 9 năm 2018, Al-Rumayyan công bố bước đầu tiên của PIF trong việc tích hợp các khoản vay và công cụ nợ vào chiến lược dài hạn của mình, với một cơ sở vay 11 tỷ đô la. Trong tháng sau, ông nói rằng quỹ sẽ tăng tỷ lệ tài sản quốc tế trong danh mục từ 10% lên 50% vào năm 2030.
Tại Hội nghị Viện nghiên cứu Milken tại Abu Dhabi vào tháng 2 năm 2019, Al-Rumayyan thông báo rằng PIF sẽ mở văn phòng mới tại London, New York và San Francisco, và sẽ tăng số lượng nhân sự từ 450 lên 700 vào cuối năm 2019. Ông cũng cho biết quỹ sẽ đầu tư vào các dự án năng lượng tái tạo ở Saudi Arabia, bao gồm việc sản xuất tấm pin mặt trời địa phương.
Tháng 3 năm 2019, được tiết lộ rằng PIF đã trả cho một công ty truyền thông tại New York, Karv Communications, 120,000 đô la mỗi tháng để cải thiện danh tiếng đã bị tổn thương của người Saudi sau khi án mạng Jamal Khashoggi.
Năm 2021, họ mua cổ phần trong các công ty video game Mỹ như Electronic Arts, Take-Two Interactive, và Activision Blizzard. Tháng 5 năm 2022, họ mua 5% cổ phần trong công ty video game Nhật Bản Nintendo, và tháng sau đó, một 8% cổ phần trong Embracer Group với khoản đầu tư 1 tỷ đô la Mỹ.
PIF sở hữu một cổ phần gián tiếp lớn trong Twitter trước khi bị mua lại bởi Elon Musk, mặc dù nhiều người Saudis sử dụng nền tảng này để biểu đạt sự phản đối và hoạt động chính trị bị bắt giữ và giam giữ một cách tùy tiện.
Tháng 11 năm 2023, PIF mua 10% cổ phần tại Heathrow Airport sau khi Ferrovial bán 25% cổ phần của mình. Phần còn lại 15% được Ardian mua lại.
PIF mua 49% cổ phần tại Rocco Forte Hotels vào tháng 12 năm 2023, định giá tập đoàn khách sạn này là 1,4 tỷ bảng Anh.